# Palenciana (kommun)
Palenciana är en kommun i Spanien.   Den ligger i provinsen Province of Córdoba och regionen Andalusien, i den södra delen av landet, 400 km söder om huvudstaden Madrid. Antalet invånare är 1 623.